# Awatar: Legenda Aanga
Awatar: Legenda Aanga (ang. Avatar: The Last Airbender (głównie), Avatar: Legend of Aang, Avatar: War of The Elements, 2005–2008) – amerykański serial animowany, stworzony i wyprodukowany przez Nicktoons Studios w Burbank w Kalifornii przez Bryana Konietzko i Michaela Dante DiMartino. Na podstawie serialu powstał film aktorski Ostatni władca wiatru, serial Awatar: Ostatni władca wiatru, trzy gry komputerowe oraz komiksy.

## Świat Awatara
Akcja rozgrywa się w fantastycznym świecie pełnym niezwykłych zwierząt i duchów. Ludzie zamieszkujący ów świat podzieleni są na cztery grupy: Plemiona Wody, Królestwo Ziemi, Nomadów Powietrza i Naród Ognia. Z każdej z grup wywodzą się magowie – ludzie zdolni władać żywiołem związanym z konkretną grupą, który jest połączeniem sztuk walki i elementów mistycznych. Wyróżnia się pięć głównych typów magii: magię wody, magię ziemi, magię ognia, magię powietrza i magię energii. W obrębie tych typów istnieją także ich odmiany, tzw. zaawansowane techniki:
- magia krwi – wywodzi się z magii wody. Polega na tkaniu krwi w drugim człowieku lub innej istocie, powodując przejęcie panowania nad jego ciałem. Została wynaleziona przez Hamę z Południowego Plemienia Wody podczas jej ucieczki z więzienia Narodu Ognia. Magia Krwi może zostać użyta jedynie w noc pełni księżyca, gdy magowie władający żywiołem wody mają największą moc. Jest to technika bardzo potężna, ale i niebezpieczna. Nie tylko sprawia ofiarom ból, ale również zostawia trwały ślad na psychice użytkownika. Jedynymi znanymi magami wody z Legendy Aanga, którzy potrafią jej używać są Hama i Katara. W serialu magia ta została użyta w odcinkach Mroczna strona księżyca i Najeźdźcy z Południa. W Legendzie Korry, znani są inni magowie obdarzeni tą umiejętnością: Yakone, Amon oraz Tarrlok.
- lecznicza magia wody – specjalne zastosowanie magii wody, które pozwalało na uzdrawianie. Stosowane np. przez Katarę.
- odczucie sejsmiczne – zastosowanie magii ziemi do wyczuwania i „widzenia” przedmiotów, i ludzi. Stosowała je Toph Beifong – niewidoma dziewczyna, by właśnie widzieć. Zaawansowani mogli z jego pomocą wykrywać kłamstwa, dzięki wyczuwaniu przyspieszonego bicia serca i zmienionego oddechu.
- magia metalu – wywodzi się z magii ziemi. Umożliwia kontrolowanie metali i pochodnych materiałów z pomocą śladowych ilości ziemi w nich. Została wymyślona i rozwinięta przez Toph, która postanowiła nauczać innych i założyła Akademię Metalu.
- magia błyskawic – odmiana magii ognia. Można dzięki niej tworzyć i kontrolować wyładowania elektryczne. W Legendzie Aanga jedynymi znanymi magami błyskawic są członkowie rodziny królewskiej: Ozai, Azula oraz Iroh. W Legendzie Korry staje się ona bardziej powszechna.
- magia lodu – powszechna umiejętność pozwalająca na zamrażanie i rozmrażanie wody.
- magia lawy – technika magii ziemi umożliwiająca podgrzewanie skał do wysokich temperatur i tworzenie z nich lawy. W Legendzie Aanga znanymi magami lawy są Awatar Roko oraz poprzednik Awatar Kyoshi. W Legendzie Korry poznajemy więcej takich osób: Ghazan oraz Bolin.
- magia zapłonu – styl pozwalający podpalać i tworzyć wybuchy umysłem, z pomocą trzeciego oka. Posługiwał się nim Człowiek Spalina (poprzednio nazywany Iskru-Iskru Bum Ziom), wynajęty przez Zuko do zabicia Awatara. W Legendzie Korry poznajemy P’Li obdarzoną tym talentem. Charakterystyczną cechą tych magów był tatuaż pomiędzy brwiami.
- magia roślin – styl umożliwiający tkanie wody wewnątrz roślin. Powszechny był wśród magów z Bagiennego Plemienia Wody, którzy stosowali go do formowania i atakowania roślinami.
- Magia piasku

## Awatar
W każdym pokoleniu istnieje jedna osoba, która jest zdolna władać wszystkimi czterema żywiołami jednocześnie, zwana awatarem. Jest to ludzka inkarnacja ducha światła i pokoju. Po swojej śmierci Awatar reinkarnuje się w kolejnej nacji w cyklu, symbolizującym pory roku: zima dla wody, wiosna dla ziemi, lato dla ognia i jesień dla powietrza. Awatar musi nauczyć się władać wszystkimi żywiołami, poczynając od swojego „ojczystego” i kontynuując ich naukę zgodnie z symbolizującymi je porami roku. Najtrudniejsze dla awatara jest okiełznanie żywiołu przeciwnego do jego wrodzonego, gdyż symbolizują one całkowicie odmienne style walki i doktryny. Przeciwieństwem magii ognia jest magia wody, a magii ziemi – magia powietrza. Piąty styl, magia energii, odkryta i doskonalona niegdyś przez starożytnych, została zapomniana wraz z upływem czasu. Awatar posiada obronny mechanizm, pozwalający mu na wykorzystanie całej wiedzy i umiejętności swoich poprzednich wcieleń, zwany stanem awatara, w którym jest on w stanie połączyć siły wszystkich swoich poprzednich żyć. Jednak jeżeli awatar będąc w stanie awatara zostanie zabity, cykl reinkarnacji zostanie przerwany i awatar przestanie istnieć. Przez wieki awatar utrzymywał pokój pomiędzy wszystkimi narodami, a także służył za pomost pomiędzy realnym światem a Światem Duchów – domem niezmaterializowanych duchów całego świata.

## Fabuła
Aang, 12-letni mag powietrza z Południowej Świątyni Powietrza, dowiaduje się, że jest kolejną inkarnacją awatara. Zazwyczaj awatar dowiadywał się prawdy o sobie w wieku 16 lat, jednak mnisi, mając na względzie wiszącą w powietrzu wojnę, chcą, by Awatar jak najszybciej przywrócił równowagę na świecie. Niedługo po tym decydują się na odseparowanie Aanga od jego mistrza Gyatso i wysyłają go do Wschodniej Świątyni, by tam dokończył swój trening magii powietrza.
Zdezorientowany, przerażony nowinami i ciążącą na nim odpowiedzialnością Aang ucieka z domu na grzbiecie swojego latającego bizona – Appy. Podczas podróży przez południowy ocean niespodziewany sztorm spycha Appę pod wodę. Nieświadomie Aang wkracza w stan awatara i używa kombinacji magii powietrza i wody, by chronić siebie i Appę, tworząc kulę powietrza otoczoną lodem. Kula zapewnia im dopływ tlenu i ochronę przed burzą, aż do jej zakończenia. Jednak sztorm przenosi ich w pobliże bieguna południowego, gdzie zamarzają w górze lodowej na 100 lat.
100 lat później Naród Ognia jest bliski zwycięstwa w globalnej wojnie. Wszyscy Powietrzni Nomadowie zostali zabici przez armię ognia, a Wodne Plemiona znajdują się w trudnej sytuacji. Południowe Plemię pozostawia swoich najbliższych bezbronnych, wysyłając wszystkich mężczyzn na wojnę, podczas gdy ukryte za potężnymi fortyfikacjami Północne Plemię ogranicza się do obrony. Jedyną prawdziwą zaporą przed wrogiem jest Królestwo Ziemi, jednak Naród Ognia systematycznie i z uporem atakuje jego granice, z każdym kolejnym rokiem zwiększając swoją szansę na zwycięstwo.
Dwoje nastolatków z Południowego Plemienia – Katara, początkująca magię wody i jej brat Sokka, wojownik i opiekun plemienia – przypadkowo odnajdują i uwalniają Aanga i Appę z lodowca. Aang szybko odkrywa przerażającą prawdę o tym, co działo się podczas jego nieobecności. W roku jego zniknięcia Władca Ognia Sozin wykorzystał nieobecność awatara i przelot zwiększającej siłę Narodu Ognia komety (nazwaną Kometą Sozina na cześć Władcy Ognia), by wypowiedzieć wojnę pozostałym narodom. Z niedowierzaniem Aang przyjmuje wiadomość, że swój podbój Naród Ognia zaczął od szturmu na Powietrznych Nomadów. Wszystkie Powietrzne Świątynie zostały zniszczone, czyniąc Aanga ostatnim Powietrznym Nomadem.
Razem z nowymi przyjaciółmi – Katarą, Sokką, latającym lemurem Momo oraz poznaną dużo później niewidomą Toph – przemierza świat na grzbiecie Appy, by nauczyć się władania wszystkimi żywiołami. W wykonaniu zadania przeszkadza mu wygnany Książę Zuko z Narodu Ognia, który ostatecznie przyłącza się do Avatara i pomaga mu pokonać Władcę Ognia.
W normalnych okolicznościach trening awatara w okiełznaniu wszystkich żywiołów trwa lata, jednak Aang musi posiąść tę umiejętność i pokonać Władcę Ognia Ozai’a przed końcem lata, gdyż wtedy ponownie ma przelecieć Kometa Sozina, która da magom ognia siłę do wygrania tej wojny. Jeśli do tego dojdzie, nawet awatar nie będzie w stanie przywrócić równowagi na świecie.

## Bohaterowie

### Główni bohaterowie
- Aang – Awatar, 12 letni (112 letni wliczając 100 lat pobytu w górze lodowej) mag powietrza z południowej świątyni powietrza. Bardzo łagodny, skory do zabaw i wygłupów. Na początku zachowuje się dziecinnie, jednak w miarę podróży staje się poważniejszy i dojrzewa. Jako awatar ma za zadanie pokonać władcę ognia Ozai’a i przywrócić równowagę na świecie. Jego poprzednim wcieleniem był Awatar Roko. Jest zakochany w Katarze, a w ostatnim odcinku 3 księgi są parą.
- Katara – ostatni mag wody z Południowego Plemienia Wody. Ma 14 lat. To dzięki niej Aang zostaje uwolniony z lodowca i to ona jako pierwsza dołącza do Awatara w jego wyprawie. W odcinku Mroczna strona księżyca zostaje mimowolnie magiem krwi. Posiada także moc uzdrawiania. Uczy Aanga magii wody. Jest często nadopiekuńcza i matczyna względem reszty drużyny. W ostatnim odcinku 3. księgi zostaje dziewczyną Aanga.
- Sokka – brat Katary, wojownik Południowego Plemienia Wody. Jest utalentowanym strategiem i jako jedyny z Drużyny Awatara potrafi czytać mapy. Ma dość dziwne poczucie humoru i stara się nim umilać podróż. Jego ulubioną bronią jest bumerang oraz miecz wykuty z meteorytu w odcinku Mistrz Sokki. Uwielbia mięso. Początkowo zakochany w Księżniczce Yue. Szaleńczo kocha się w Suki – wojowniczce z wyspy Kyoshi.
- Toph Beifong (sezon 2-3) – nazywana również Ślepą Bandytką oraz Uciekinierką. Stosuję magię ziemi, by czuć i widzieć otoczenie. Niewidoma mistrzyni magii ziemi oraz spadkobierczyni fortuny rodziny Beifong. Od najmłodszych lat chroniona przez nadopiekuńczych rodziców przed światem zewnętrznym do tego stopnia, że ludzie z zewnątrz nigdy o niej nie słyszeli. Nauczyła się magii ziemi od kretoborsuków. Ucieka z domu, aby stać się nauczycielem magii ziemi Awatara. Odkryła magię metalu i była jej pierwszą mistrzynią.
- Książę Zuko – książę i następca tronu Narodu Ognia. Podczas narady wojennej odezwał się, brukając w ten sposób honor swojego ojca. Za karę musiał stoczyć z ojcem pojedynek agni kai. Zuko odmówił walki z ojcem. Władca Ognia uznał, że jego syn nie bronił swojego honoru, więc ukarał go parząc mu twarz i wyganiając go z ojczyzny. Jedynym warunkiem jego powrotu jest schwytanie awatara. Podróżuje wraz ze swoim stryjem Irohem. W księdze drugiej zaprzestaje poszukiwań i walczy ze swoją siostrą, Azulą. Boryka się z oceną otoczenia oraz odróżnianiem dobra i zła. Ostatecznie dołącza do Drużyny Awatara, by uczyć go magii ognia.
- Suki – wojowniczka Kyoshi. Pochodzi z wyspy Kyoshi w Królestwie Ziemi. Jest zręczną i sprytną wojowniczką, do walki używa dwóch wachlarzy. Zakochana z wzajemnością w Socce. Razem z innymi wojowniczkami pomogła Appie, gdy ten odłączył się od drużyny Aanga. Pod koniec trzeciego sezonu dołącza do Drużyny Awatara, by pomóc pokonać Władcę Ognia Ozaia.
- Iroh – zwany również Smokiem Zachodu. Mistrz Magii Ognia oraz Arcymistrz Zakonu Białego Lotosu. Na początku wydaje się być tylko starcem żyjącym na chwale przeszłości, lecz z czasem pokazuje swój prawdziwy potencjał. Był Generałem wojsk Narodu Ognia i pod jego dowództwem oblegano Ba Sing Se przez 600 dni, czego zaprzestał jednak po śmierci swojego syna, Lu Tena. Prawowity następca tronu Narodu Ognia, aczkolwiek po spisku i zamordowaniu jego ojca Azulona, jego brat Ozai stał się władcą Narodu Ognia. Uwielbia pić herbatę i grać w Pai Sho.
- Azula – czternastoletnia księżniczka Narodu Ognia, mag ognia, ulubione dziecko Władcy Ognia Ozaia. Poluje na brata i stryja, również na Awatara. Do jej świty należą Mai i Ty Lee. Opanowała zdolność wytwarzania błyskawic. Jej ogień ma niebieski kolor.
- Bizon Appa – 10-tonowy latający bizon Awatara Aanga, który był razem z nim uwięziony w lodowcu. Jest towarzyszem i przewodnikiem Aanga, mentalnie z nim połączonym. Posiada pięć żołądków. Panicznie boi się ognia, nie lubi też podziemi.
- Momo – inteligentny, ciekawski, latający lemur podróżujący z bohaterami. Był ostatnią żywą istotą w Południowej Świątyni Powietrza. Momo uwielbia jeść, w szczególności brzoskwinie, od których wzięło się jego imię (momo oznacza brzoskwinię w języku japońskim). Zawsze trzyma się blisko Aanga. Bardzo lubi Appę i nie lubi rozłąki z nim.

### Drugoplanowi bohaterowie
- Mistrz Pakku – jeden z największych Magów Wody Północnego Plemienia. Aang wraz z przyjaciółmi spotykają go pod koniec księgi pierwszej i chcą, by nauczył magii wody Aanga i Katarę. Mistrz zgadza się szkolić awatara, jednak tradycja północnego plemienia wody zabrania mu nauczać dziewcząt, więc odsyła Katarę, by ta uczyła się leczenia. Katara, niezadowolona z decyzji mistrza, wyzywa go na pojedynek. Mimo że z nim przegrywa, imponuje mistrzowi. Do tego okazuje się, że Pakku kiedyś wyrzeźbił dla babci Katary i Sokki naszyjnik zaręczynowy, który teraz nosi Katara. W związku z tym mistrz zgadza się nauczać Katarę, która szybko staje się jego najlepszą uczennicą i może już sama uczyć Aanga. W trzeciej księdze zostaje mężem babci Katary i Sokki.
- Księżniczka Yue – piękna księżniczka Północnego Plemienia Wody. Zakochana w Socce, ale obiecana innemu za żonę. Poświęca swoje życie dla Ducha Księżyca na końcu Pierwszej Księgi, w wyniku czego sama staje się Duchem Księżyca.
- Hakoda – ojciec Katary i Sokki. Wódz Południowego Plemienia Wody.
- Kya – żona Hakody. Matka Katary i Sokki. Została zamordowana przez maga ognia.
- Jet – charyzmatyczny nastolatek żywiący głęboką urazę do Narodu Ognia. Przywódcą bojowników o wolność – grupy nastolatków gnębiących żołnierzy Narodu Ognia, nieprzebierającej w środkach. W swej nienawiści chciał zatopić miasto królestwa ziemi okupowane przez Naród Ognia. Później, zrozumiawszy swoje błędy, decyduje się rozpocząć nowe życie w Ba Sing Se. Bliski przyjaciel Katary.
- Ty Lee – radosna i żywiołowa 14-latka, towarzysząca księżniczce Azuli. Jest uzdolnioną akrobatką, doskonale znającą ludzką anatomię. Poprzez nacisk w określone punkty potrafi unieruchomić przepływ energii chi przeciwnika. Uważa, że Sokka jest słodki.
- Mai – nie interesuje się niczym, co bezpośrednio nie dotyczy jej samej. Kocha Zuko, ze wzajemnością. Mai specjalizuje się w broni miotanej, bardzo licznie ukrytej w jej ubraniu.
- Władca Ognia Ozai – młodszy brat Iroh, ojciec Zuko i Azuli, syn Azulona, wnuk Sozina.
- Ursa – matka Zuko, Azuli oraz Kiyi. Wygnana z Narodu Ognia.
- Long Feng – inteligentny i przebiegły Wielki Sekretarz Ba Sing Se, przywódca tajnej policji Dai Li i zaufany doradca Króla Ziemi Kueia. W rzeczywistości Król jest tylko marionetką w rękach Long Fenga, sprawującego realną władzę.
- Król Bumi – zwany też przez Aanga Szalonym geniuszem. Jest władcą miasta Omashu, a zarazem niezwykle uzdolnionym i potężnym magiem ziemi. Ma ponad 100 lat i jest jednym z najlepszych przyjaciół Aanga, którego poznał, gdy był jeszcze chłopcem. Bumi sprawia wrażenie szalonego i dziecinnego, ale tak naprawdę jest geniuszem strategicznym i bardzo mądrym człowiekiem. Jak na swój wiek jest bardzo sprawny fizycznie i doskonale włada Magią Ziemi.
- Mnich Gyatso – stary mnich mieszkający w południowej świątyni powietrza. Był magiem powietrza, opiekunem Aanga i jego przyjacielem.
- Haru – młody mag ziemi. Jego ojca zamknięto w więzieniu. Kiedy pomógł pewnemu człowiekowi za pomocą magii ziemi, został wydany i również trafił do więzienia. On i inni magowie ziemi uwolnili się dzięki Katarze, która przywróciła im nadzieję. Brał udział w inwazji na Naród Ognia.

### Poprzedni Awatarzy
- Awatar Yang Chen – była inkarnacją Awatara poprzedzającą awatara Kuruka. Wywodziła się z zachodniej świątyni powietrza. Pojawiła się jako duch w odcinku 19 księgi 3. Żyła ponad 500 lat przed akcją serialu.
- Awatar Kuruk – był inkarnacją Awatara poprzedzającą awatara Kyoshi. Wywodził się z Północnego Plemienia Wody. Pojawia się jako duch w odcinku 19. księgi 3. Jego narzeczoną była Ummi. Koh – Potwór kradnący twarze ukradł jej twarz. Żył 450 lat przed akcją serialu.
- Awatar Kyoshi – była inkarnacją awatara poprzedzającą awatara Roko. Wywodziła się z Królestwa Ziemi. Z powodu zawładnięcia kontynentem przez China Zdobywcę oddzieliła półwysep, na którym mieszkała jej osada, od reszty kontynentu, a utworzoną wyspę nazwano Wyspą Kyoshi. Pojawiła się w odcinku 5. księgi 2. oraz w odcinku 19. księgi 3. jako duch. Żyła 370 lat przed akcją serialu.
- Awatar Roko – był inkarnacją Awatara poprzedzającą Aanga. Wywodził się z Narodu Ognia. Objawia się jako duchowy doradca Aanga, by pomóc mu wypełnić jego obowiązki Awatara. Przewodnikiem zwierzęcym Roko jest czerwony smok Kieł. Zmarł 112 lat przed akcją serialu. Roko i Sozin byli przez długi okres najlepszymi przyjaciółmi, co zmieniło się, kiedy Sozin powiedział Roko o swoim planie zawładnięcia światem. Roko zabronił mu więcej wspominać o tym planie, a mimo to Sozin zaczął go realizować. Roko pokonał Sozina w walce i powiedział, że jak dalej będzie realizował swój plan, to zabije go bez względu na ich dawną przyjaźń. Podczas wybuchu wulkanu Roko został zdradzony przez Sozina i poległ w walce z nim. Dzięki temu już nic nie stało na przeszkodzie Sozinowi w realizacji jego planu. Roko był dziadkiem królowej ognia, czyli pradziadkiem Azuli i Zuko.

## Inne pojęcia

### Miejsca
- Ziemia Nomadów Powietrza
  - Świątynie Powietrza – są cztery takie świątynie: południowa (z której pochodzi Aang), północna (którą bohaterowie odwiedzają w odcinku Północna Świątynia Powietrza), wschodnia (do której Aang miał być przeniesiony) i zachodnia (do której trafia Appa w odcinku Przygody Appy). W każdej świątyni są wrota, które można otworzyć tylko za pomocą powietrza. W południowej świątyni za wrotami były posągi Awatarów. W odcinku Północna Świątynia Powietrza Aang, Katara i Sokka odwiedzają Północną Świątynię. W niej również są takie wrota, lecz wnętrze tego pomieszczenia zostało przerobione przez wędrownika, który próbując chronić swoich bliskich przerobił wnętrze na fabrykę broni dla Narodu Ognia.
- Plemiona Wody
  - Biegun północny – pierwszy cel podróży Aanga, Katary i Sokki. Na biegunie północnym jest najwięcej magów wody, od których Aang i Katara chcą się uczyć magii.
    - Oaza Duchów – jedyne miejsce na biegunie gdzie zamiast lodu i śniegu jest zielona trawa, drzewa i kwiaty. Tam Aang wszedł do świata duchów. Jest to miejsce pobytu Tui i La (duchów księżyca i oceanu rozpoznawane też jako Yin i Yang) pod postacią ryb.

  - Biegun południowy – jest tam tylko mała wioska, z której pochodzą Katara i Sokka. W pierwszym odcinku zabierają tam Aanga.
  - Bagienne Plemię Wody – znajduje się na terenach Królestwa Ziemi. Jednym z mieszkańców tego plemienia jest Huu, który potrafi kontrolować rośliny.
- Królestwo Ziemi
  - Omashu – dawno temu dwie wioski umieszczone po obu stronach góry prowadziły wojnę. Pewnego dnia na szczycie góry przypadkiem spotkała się kobieta z mężczyzną. Nie znali się oni wcześniej, gdyż pochodzili z dwóch różnych wiosek. Dzięki magii ziemi której nauczyły ich kretoborsuki (były pierwszymi magami ziemi), zbudowali sieć tuneli pod górą, gdzie mogli się potajemnie spotykać. Każda inna osoba gubiła się w tym labiryncie na zawsze. Pewnego razu mężczyzna się nie zjawił, zginął w wojnie pomiędzy wioskami. Kobieta była zrozpaczona, uwolniła całą swoją moc ziemi i choć mogła zniszczyć obie wioski, nakazała zakończyć wojnę. Kobieta nazywała się Oma a mężczyzna – Shu, więc nowe miasto wyrzeźbione w górze nazwano Omashu. W drugim odcinku księgi drugiej w labiryncie gubią się Aang, Katara i Sokka. Królem Omashu jest król Bumi, lecz w odcinku drugim księgi drugiej miasto zostaje przejęte przez Księżniczkę Azulę, która nazwała je Nowe Ozai (na cześć Władcy Ognia Ozaia). Ostatecznie miasto zostaje odbite (w pojedynkę) przez Króla Bumiego.
  - Ba Sing Se – Największe miasto i stolica Królestwa Ziemi. Obowiązuje w nim zakaz mówienia o wojnie, a król Ziemi nawet nie słyszał o niej, gdyż nigdy nie opuszczał pałacu. Wielkie miasto nigdy nie zostało zdobyte, jednak w odcinku Wiertło prawie zostaje przewiercony mur zewnętrzny. Pod koniec serii drugiej miasto zostaje zdobyte przez Księżniczkę Azulę i księcia Zuko. Ba Sing Se oznacza: Niezdobyte Miasto, a Na Sing Se – Zdobyte Miasto.
    - Jezioro Laogai – jezioro znajdujące się niedaleko Ba Sing Se. Przy jego brzegu jest ukryty pod wodą tunel prowadzący do tajnej siedziby Dai Li, który może otworzyć tylko mag ziemi.

  - Wężowa Grobla – wąska droga prowadząca do Ba Sing Se. Po obu stronach jest otoczona wodą. Nazwa powstała od wielkiego, wężopodobnego, morskiego potwora. Żyje on w połowie Wężowej Grobli. Przy wejściu na nią widnieje napis głoszący Porzućcie wszelką nadzieję. Aang wraz z przyjaciółmi, kobietą w ciąży, jej mężem i szwagierką oraz Suki przeprawiają się przez tę drogę w odcinku „Wężowa grobla”.
  - Pustynia Si Wong – największa i najgorętsza pustynia na świecie. Zamieszkują ją plemiona magów piasku. Wędrują przez nią członkowie Drużyny w odcinku Pustynia.
    - Oaza Mglistych Palm – miasto na skraju pustyni.
    - Biblioteka Wan Shi Tonga – biblioteka stworzona przez ducha Wan Shi Tonga. Jest celem podróży w odcinku Biblioteka. To w niej Drużyna dowiaduje się o nadchodzącym zaćmieniu Słońca, które chwilowo uniemożliwi magom ognia tkanie.
- Naród Ognia
  - Świątynia Awatara Roko – na wyspie Narodu Ognia jest świątynia. Aang, Katara i Sokka przylatują tam w odcinku Zimowe przesilenie, cz. 2. Aang może porozmawiać z Awatarem Roko gdy światło, wpadające przez małą dziurę w ścianie, padnie na posąg Roko. Posąg jest zamknięty za drzwiami, które może otworzyć tylko Awatar w pełni sił, lub magowie Ognia za pomocą pięciu wybuchów ognia.
  - Żarząca Wyspa – piaszczysta wyspa na której znajduje się ośrodek wypoczynkowy.
  - Stolica Narodu Ognia

## Wersja polska
Wersja polska: na zlecenie Nickelodeon Polska – Start International Polska
Reżyseria: Paweł Galia
Dialogi polskie: Anna Niedźwiecka
Dźwięk i montaż: Jerzy Wierciński
Kierownictwo produkcji: Dorota Nyczek
Nadzór merytoryczny: Aleksandra Dobrowolska, Katarzyna Dryńska (odc. 41-61)
Udział wzięli:
- Wit Apostolakis-Gluziński – Aang
- Joanna Pach –
  - Katara,
  - Lu Ten (odc. 29),
  - Ming (odc. 50),
  - Aktorka grająca Katarę (odc. 57)
- Jonasz Tołopiło – Sokka (księgi I i II)
- Filip Kowalczyk –
  - Sokka (księga III),
  - Aktor grający Sokkę (odc. 57)
- Justyna Bojczuk –
  - Toph (odc. 26, 28-61),
  - Koko (odc. 25)
- Leszek Zduń –
  - Książę Zuko,
  - Aktor grający księcia Zuko (odc. 57)
- Monika Pikuła –
  - Księżniczka Azula,
  - June (odc. 15),
  - Aktorka grająca Azulę (odc. 57)
- Mieczysław Morański –
  - Iroh,
  - Aktor grający Iroh (odc. 57)
- Elżbieta Kijowska –
  - Kaa – babcia Sokki i Katary (odc. 1-2),
  - Przywódczyni Zhangów (odc. 11)
- Mirosław Zbrojewicz – Komandor/Admirał Zhao
- Zuzanna Galia –
  - Suki (odc. 4, 32),
  - Mai,
  - Księżniczka Yue (odc. 24, 41, 48),
  - Aktorka grająca Yue (odc. 57),
  - Awatar Kyoshi (odc. 59)
- Monika Andrzejewska –
  - Ty Lee (księga II),
  - Jin (odc. 35)
- Dominika Sell –
  - Ty Lee (księga III),
  - Sela – matka Lee (odc. 27),
  - Aktorka grająca Aanga (odc. 57)
- Jarosław Domin –
  - Stary Bumi (odc. 5, 23, 59),
  - Jeden ze strażników więzienia (odc. 6),
  - Pirat Oh (odc. 9),
  - Mistrz Yu,
  - Aktor grający Bumiego (odc. 57)
  - Mieszkaniec Ba Sing Se (odc. 33)
- Beniamin Lewandowski –
  - Młody Bumi (odc. 5),
  - Piącha (odc. 10)
- Paweł Galia –
  - Sprzedawca kapusty (odc. 5),
  - Guru Pathik (odc. 49)
- Jolanta Zykun –
  - Matka Haru (odc. 6),
  - Ciotka Wu (odc. 14)
- Artur Pontek –
  - Haru (odc. 6),
  - Hahn (odc. 19-20),
  - Roko (chłopiec) (odc. 46),
  - Teo (odc. 51),
  - Aktor grający Jeta (odc. 57)
- Adam Bauman –
  - Naczelnik więzienia (odc. 6),
  - Profesor Zei (odc. 30),
  - Long Feng,
  - Piandao (odc. 44, 59),
  - Zhao (odc. 30),
  - Żołnierz na statku ognia (odc. 41)
- Włodzimierz Bednarski –
  - Tyro – Ojciec Haru (odc. 6),
  - Stary człowiek (odc. 12),
  - Chit Sang (odc. 54-55)
  - Stary Władca Ognia Sozin (odc. 46),
  - Appa (odc. 49)
- Andrzej Gawroński –
  - Starzec (odc. 6),
  - Ojciec Teo – mechanik (odc. 17)
- Paweł Szczesny – Kapitan strażników więzienia (odc. 6)
- Zbigniew Konopka –
  - Poborca podatków (odc. 6),
  - Knypek (odc. 10),
  - Hakoda (odc. 39, 41, 50-51, 55-56, 60-61),
  - Władca Ognia Ozai (odc. 20),
  - Xin Fu (odc. 26, 31, 39),
  - Pułkownik Mongke (odc. 31),
  - Wielki Zły Hipopotam (odc. 50),
  - Lwiożółw (odc. 59)
- Andrzej Tomecki –
  - Gyatso,
  - Oyaji (odc. 4, 25),
  - Fung (odc. 31-32, 44),
  - Kenji (odc. 35),
  - Minister Wojny Qin (odc. 33, 51),
  - Nauczyciel muzyki (odc. 42),
  - Strażnik Poon (odc. 51)
- Stanisław Brudny –
  - Awatar Roko,
  - Przewodnik (odc. 11),
  - Generał ognia #2 (odc. 12),
  - Huu (odc. 24),
  - Sha-Mo (odc. 31)
- Janusz Zadura – Jet (odc. 10)
- Kajetan Lewandowski –
  - Żądełko (odc. 10),
  - Chan (odc. 45)
- Beata Wyrąbkiewicz – Meng (odc. 14)
- Katarzyna Skolimowska –
  - Matka mniszka (odc. 15),
  - Jagoda (odc. 18)
- Andrzej Chudy –
  - Bato (odc. 15),
  - Arnook (odc. 18-20),
  - Tashi (odc. 12),
  - Huu (odc. 26 – w poprzednich odcinkach),
  - Głaz (odc. 26, 50),
  - Wan Shi Tong (odc. 30),
  - Strażnik Poon (odc. 44, 50),
  - Sozin (młodzieniec) (odc. 46)
- Robert Tondera –
  - Posłaniec (odc. 15),
  - Minister Wojny Qin (odc. 17),
  - Kapitan piratów (odc. 18)
- Joanna Jabłczyńska – Księżniczka Yue (odc. 18-20, 26)
- Ryszard Nawrocki – Mistrz Pakku (odc. 18-21)
- Jarosław Boberek –
  - Jeong Jeong (odc. 16),
  - Koh (odc. 20),
  - You Rha (odc. 56),
  - Aktor grający Toph (odc. 57),
  - Generał Shinu (odc. 58),
  - Avatar Kuruk (odc. 59)
- Aleksander Mikołajczak – Chong (odc. 22)
- Cezary Kwieciński –
  - Moku (odc. 22),
  - Due (odc. 24, 50)
- Krzysztof Królak –
  - Jet (odc. 32-33, 37),
  - jeden z uczniów Akademii Mistrza Yu (odc. 26),
  - Ruon-Jian (odc. 45)
- Waldemar Barwiński – Ku Hei, król Ziemi
- Dariusz Kowalski – gwary (początek 1 serii)
- Jerzy Molga – Shyu (odc. 8)
- Mikołaj Müller –
  - Kapitan Piratów (odc. 9),
  - Ozai (odc. 27),
  - Knypek (odc 41)
- Dariusz Błażejewski
- Miłogost Reczek –
  - Władca Ognia Ozai (odc. 12),
  - Przywódca Gan Jinów (odc. 11),
  - Pasang (odc. 12),
  - Pułkownik Shinu (odc. 13)
- Jan Kulczycki –
  - Porucznik Jee (odc. 12-13),
  - Mistrz wojowników słońca (odc. 53)
- Mirosław Wieprzewski –
  - staruszek Ding (odc. 48),
  - Generał ognia #1 (odc. 12),
  - Azulon (odc. 27),
  - Generał Sung (odc. 33),
  - Guru Pathik (odc. 36, 39-40),
  - Dok/Szu/Buszi (odc. 43),
  - Momo (odc. 49),
  - Ojciec Teo – mechanik (odc. 50-51),
  - Hem Ghao (odc. 53),
  - Mistrz Pakku (odc. 59)
- Ryszard Olesiński –
  - Chey (odc. 16),
  - Pirat (odc. 18)
- Jakub Molęda – Teo (odc. 17)
- Ewa Serwa –
  - matka Mai (odc. 23),
  - Pani Kwan (odc. 42),
  - Ta Min (odc. 46)
- Wojciech Chorąży –
  - Fong (odc. 21),
  - Tho (odc. 24, 50),
  - jeden ze strażników więzienia (odc. 54-55)
- Marek Bocianiak – Ojciec Toph (odc. 26)
- Bożena Furczyk –
  - Kyoshi,
  - matka Toph (odc. 26)
- Adam Pluciński –
  - jeden z uczniów Akademii Mistrza Yu (odc. 26),
  - Ghashiun (odc. 31-32, 36),
  - Hide (odc. 42)
- Mariusz Leszczyński – Pułkownik Mongke (odc. 25)
- Krzysztof Szczerbiński –
  - jeden ze strażników Toph (odc. 26),
  - Człowiek Narodu Ognia (odc. 26)
- Katarzyna Kozak –
  - Ursa,
  - Kya (odc. 56),
  - June (odc. 59),
  - Awatar Yangchen (odc. 59)
- Joanna Węgrzynowska – Lee (odc. 27)
- Tomasz Marzecki –
  - Naczelnik więzienia (odc. 54-55),
  - Gow (odc. 27),
- Grzegorz Pawlak –
  - Gansu – ojciec Lee (odc. 27),
  - Xin Fu (odc. 38)
- Ilona Kucińska – Joo Dee
- Wojciech Machnicki – Generał How (odc. 38-40)
- Ilona Kuśmierska –
  - Lo i Li (odc. 45),
  - Matka You Rha (odc. 56)
- Elżbieta Gaertner – Hama (odc. 48)
- Łukasz Lewandowski –
  - Kapitan statku ognia (odc. 41),
  - Dyrektor szkoły (odc. 42),
  - Roko (młodzieniec) (odc. 45),
  - Huu (odc. 50)
- Mikołaj Klimek –
  - Ozai (odc. 41-42, 45, 49, 51, 58-61),
  - Aktor grający Ozaia (odc. 57)
- Kacper Cybiński – Shoji (odc. 42)
- Anna Świątczak – Suki (odc. 54-61)
- Janusz Wituch – Kapitan Li (odc. 18)

Lektor: Grzegorz Pawlak

## Odcinki

### Seria 1 (Księga Pierwsza: Woda)
| Nr | Tytuł                                 | Tytuł polski                         | Premiera             | Premiera w Polsce |
| -- | ------------------------------------- | ------------------------------------ | -------------------- | ----------------- |
| 1  | The Boy in the Iceberg                | Chłopiec w górze lodowej             | 21 lutego 2005       | 10 lipca 2008     |
| 2  | The Avatar Returns                    | Powrót awatara                       | 21 lutego 2005       | 10 lipca 2008     |
| 3  | The Southern Air Temple               | Południowa świątynia powietrza       | 25 lutego 2005       | 11 lipca 2008     |
| 4  | The Warriors of Kyoshi                | Wojowniczki z Kyoshi                 | 4 marca 2005         | 11 lipca 2008     |
| 5  | The King of Omashu                    | Król Omashu                          | 18 marca 2005        | 12 lipca 2008     |
| 6  | Imprisoned                            | Więźniowie                           | 25 marca 2005        | 12 lipca 2008     |
| 7  | Winter Solstice (1): The Spirit World | Zimowe przesilenie (1): Świat duchów | 8 kwietnia 2005      | 13 lipca 2008     |
| 8  | Winter Solstice (2): Avatar Roku      | Zimowe przesilenie (2): Awatar Roko  | 15 kwietnia 2005     | 13 lipca 2008     |
| 9  | The Waterbending Scroll               | Zwój magii wody                      | 29 kwietnia 2005     | 14 lipca 2008     |
| 10 | Jet                                   | Jet                                  | 6 maja 2005          | 15 lipca 2008     |
| 11 | The Great Divide                      | Wielka przepaść                      | 20 maja 2005         | 16 lipca 2008     |
| 12 | The Storm                             | Sztorm                               | 3 czerwca 2005       | 17 lipca 2008     |
| 13 | The Blue Spirit                       | Błękitny duch                        | 17 czerwca 2005      | 18 lipca 2008     |
| 14 | The Fortuneteller                     | Wróżbiarka                           | 23 września 2005     | 21 lipca 2008     |
| 15 | Bato of the Water Tribe               | Bato z Plemienia Wody                | 7 października 2005  | 22 lipca 2008     |
| 16 | The Deserter                          | Dezerter                             | 21 października 2005 | 23 lipca 2008     |
| 17 | The Northern Air Temple               | Północna świątynia powietrza         | 4 listopada 2005     | 24 lipca 2008     |
| 18 | The Waterbending Master               | Mistrz magii wody                    | 18 listopada 2005    | 25 lipca 2008     |
| 19 | The Siege of the North (1)            | Oblężenie Północy (1)                | 2 grudnia 2005       | 28 lipca 2008     |
| 20 | The Siege of the North (2)            | Oblężenie Północy (2)                | 2 grudnia 2005       | 29 lipca 2008     |

### Seria 2 (Księga Druga: Ziemia)
| Nr | Tytuł                     | Tytuł polski              | Premiera             | Premiera w Polsce |
| -- | ------------------------- | ------------------------- | -------------------- | ----------------- |
| 1  | The Avatar State          | Stan awatara              | 17 marca 2006        | 1 lutego 2009     |
| 2  | The Cave of Two Lovers    | Jaskinia dwojga kochanków | 24 marca 2006        | 8 lutego 2009     |
| 3  | Return to Omashu          | Powrót do Omashu          | 7 kwietnia 2006      | 15 lutego 2009    |
| 4  | The Swamp                 | Bagno                     | 14 kwietnia 2006     | 22 lutego 2009    |
| 5  | Avatar Day                | Dzień awatara             | 28 kwietnia 2006     | 1 marca 2009      |
| 6  | The Blind Bandit          | Ślepa bandytka            | 5 maja 2006          | 8 marca 2009      |
| 7  | Zuko Alone                | Samotny Zuko              | 12 maja 2006         | 15 marca 2009     |
| 8  | The Chase                 | Pościg                    | 26 maja 2006         | 22 marca 2009     |
| 9  | Bitter Work               | Gorzka praca              | 2 czerwca 2006       | 29 marca 2009     |
| 10 | The Library               | Biblioteka                | 14 lipca 2006        | 5 kwietnia 2009   |
| 11 | The Desert                | Pustynia                  | 14 lipca 2006        | 12 kwietnia 2009  |
| 12 | The Serpent’s Pass        | Wężowa Grobla             | 15 września 2006     | 19 kwietnia 2009  |
| 13 | The Drill                 | Wiertło                   | 15 września 2006     | 26 kwietnia 2009  |
| 14 | City of Walls and Secrets | Miasto murów i tajemnic   | 22 września 2006     | 3 maja 2009       |
| 15 | The Tales of Ba Sing Se   | Opowieści o Ba Sing Se    | 29 września 2006     | 10 maja 2009      |
| 16 | Appa’s Lost Days          | Przygody Appy             | 13 października 2006 | 17 maja 2009      |
| 17 | Lake Laogai               | Jezioro Laogai            | 3 listopada 2006     | 24 maja 2009      |
| 18 | The Earth King            | Król Ziemi                | 17 listopada 2006    | 31 maja 2009      |
| 19 | The Guru                  | Guru                      | 1 grudnia 2006       | 7 czerwca 2009    |
| 20 | The Crossroads of Destiny | Rozdroża przeznaczenia    | 1 grudnia 2006       | 14 czerwca 2009   |

### Seria 3 (Księga Trzecia: Ogień)
| Nr | Tytuł                                  | Tytuł polski                         | Premiera             | Premiera w Polsce |
| -- | -------------------------------------- | ------------------------------------ | -------------------- | ----------------- |
| 1  | The Awakening                          | Przebudzenie                         | 21 września 2007     | 14 lipca 2010     |
| 2  | The Headband                           | Opaska                               | 28 września 2007     | 16 lipca 2010     |
| 3  | The Painted Lady                       | Malowana Pani                        | 5 października 2007  | 19 lipca 2010     |
| 4  | Sokka’s Master                         | Mistrz Sokki                         | 12 października 2007 | 21 lipca 2010     |
| 5  | The Beach                              | Plaża                                | 19 października 2007 | 23 lipca 2010     |
| 6  | The Avatar and the Firelord            | Awatar i Władca Ognia                | 26 października 2007 | 26 lipca 2010     |
| 7  | The Runaway                            | Uciekinierka                         | 2 listopada 2007     | 28 lipca 2010     |
| 8  | The Puppetmaster                       | Mroczna strona księżyca              | 9 listopada 2007     | 30 lipca 2010     |
| 9  | Nightmares and Daydreams               | Koszmary i marzenia                  | 16 listopada 2007    | 2 sierpnia 2010   |
| 10 | The Day of Black Sun (1): The Invasion | Dzień Czarnego Słońca (1): Inwazja   | 30 listopada 2007    | 4 sierpnia 2010   |
| 11 | The Day of Black Sun (2): The Eclipse  | Dzień Czarnego Słońca (2): Zaćmienie | 30 listopada 2007    | 6 sierpnia 2010   |
| 12 | The Western Air Temple                 | Zachodnia Świątynia Powietrza        | 14 lipca 2008        | 9 sierpnia 2010   |
| 13 | The Firebending Masters                | Mistrzowie magii ognia               | 15 lipca 2008        | 11 sierpnia 2010  |
| 14 | The Boiling Rock (1)                   | Wrząca skała (1)                     | 16 lipca 2008        | 13 sierpnia 2010  |
| 15 | The Boiling Rock (2)                   | Wrząca skała (2)                     | 16 lipca 2008        | 16 sierpnia 2010  |
| 16 | The Southern Raiders                   | Najeźdźcy z Południa                 | 17 lipca 2008        | 18 sierpnia 2010  |
| 17 | The Ember Island Players               | Teatr z Żarzącej Wyspy               | 18 lipca 2008        | 20 sierpnia 2010  |
| 18 | Sozin’s Comet (1): The Phoenix King    | Kometa Sozina (1): Król Feniks       | 19 lipca 2008        | 23 sierpnia 2010  |
| 19 | Sozin’s Comet (2): The Old Masters     | Kometa Sozina (2): Starzy mistrzowie | 19 lipca 2008        | 25 sierpnia 2010  |
| 20 | Sozin’s Comet (3): Into the Inferno    | Kometa Sozina (3): Morze ognia       | 19 lipca 2008        | 27 sierpnia 2010  |
| 21 | Sozin’s Comet (4): Avatar Aang         | Kometa Sozina (4): Awatar Aang       | 19 lipca 2008        | 30 sierpnia 2010  |

## Odbiór
Serial spotkał się z bardzo przychylnym odbiorem zarówno widzów, jak i krytyków oraz zdobył wiele pozytywnych recenzji Serwis Rotten Tomatoes przyznał mu wynik 100%.